# Freixo da Serra
Freixo da Serra is een plaats (freguesia) in de Portugese gemeente Gouveia en telt 138 inwoners (2001).